# Dissothrix
Dissothrix là một chi thực vật có hoa trong họ Cúc (Asteraceae).

## Loài
Chi Dissothrix gồm các loài: